# (6297) 1988 VZ1
1988 في زد 1 (ويعرف أيضًا باسم (6297) 1988 في زد 1 وفق تسمية الكوكب الصغير) (بالإنجليزية: 1988 VZ1)‏ هو كويكب ضمن حزام الكويكبات؛ وترتيبه 6297 من حيث الاكتشاف.
اكتُشف هذا الجُرم الفلكي بواسطة هيروشي كانيدا في 2 نوفمبر 1988.

## وصلات خارجية
- (6297) 1988 VZ1 في قاعدة بيانات مختبر الدفع النفاث لأجرام النظام الشمسي الصغيرة

- الاكتشاف · مخطط المدار ·  العناصر المدارية · المعلمات المادية

- (6297) 1988 VZ1 على موقع ويكي سكاي: DSS2, SDSS, GALEX, IRAS, Hydrogen α, X-Ray, Astrophoto, Sky Map, Articles and images